# Aartsbisdom Utrecht (rooms-katholiek)
Het aartsbisdom Utrecht (Latijn: Archidioecesis Ultraiectensis) is een van de zeven rooms-katholieke bisdommen van de Nederlandse rooms-katholieke kerkprovincie. Het aartsbisdom Utrecht is het aartsbisdom waarover de aartsbisschop van Utrecht geestelijk leiderschap heeft. Een historische naam voor het gebied is het Sticht. De aartsbisschop van Utrecht staat als metropoliet aan het hoofd van de Nederlandse kerkprovincie. Dit geldt sinds in 1853 de bisschoppelijke hiërarchie in Nederland werd hersteld. De huidige aartsbisschop van Utrecht is kardinaal Wim Eijk. Op Tocht is het maandblad van het bisdom.

## Kerngegevens van het aartsbisdom Utrecht
Het aartsbisdom Utrecht omvat de provincies Utrecht (behalve de gemeenten Oudewater, Vijfheerenlanden en Woerden), Gelderland (noordelijk van de Waal), Overijssel en de gemeenten Dronten en Lelystad in Flevoland. Het is het grootste bisdom van Nederland en is opgedeeld in drie vicariaten: Utrecht, Deventer en Arnhem.
In het jaar 2006 maakte het katholieke volksdeel met circa 766.000 kerkelijk geregistreerde gelovigen 19,5 % van de totale bevolking van het aartsbisdom uit, 0,2 % minder dan een jaar eerder. Iedere zondag bezochten gemiddeld 34.155 mensen de kerk, dat is 0,9 percent van de totale bevolking van het aartsbisdom. Inmiddels is het aantal katholieken volgens het KASKI verder gedaald tot 705.000 in 2017.
Acht kerken dragen de eretitel van basiliek. Vier hiervan werden door paus Johannes Paulus II tot basiliek verheven en één door paus Benedictus XVI.
Het aartsbisdom bracht paus Adrianus VI (1522-1523) voort en Thomas a Kempis (circa 1380-1472) woonde er.

## Bisschoppen van het aartsbisdom sinds het herstel van de bisschoppelijke hiërarchie
| Periode    | Aartsbisschop              | Hulpbisschop(pen)                    | Hulpbisschop(pen)                    |
| ---------- | -------------------------- | ------------------------------------ | ------------------------------------ |
| 1853-1868  | Joannes Zwijsen            |                                      |                                      |
| 1868-1883  | Andreas Ignatius Schaepman |                                      |                                      |
| 1883-1894  | Petrus Matthias Snickers   |                                      |                                      |
| 1895       | Petrus Matthias Snickers   | Henricus van de Wetering (Coadjutor) | Henricus van de Wetering (Coadjutor) |
| 1895-1930  | Henricus van de Wetering   |                                      |                                      |
| 1930-1935  | Joannes Jansen             |                                      |                                      |
| 1935-1936  | Joannes Jansen             | Johannes de Jong (coadjutor)         | Johannes de Jong (coadjutor)         |
| 1936-1951  | Johannes de Jong           |                                      |                                      |
| 1951-1955  | Johannes de Jong           | Bernardus Alfrink (coadjutor)        | Bernardus Alfrink (coadjutor)        |
| 1955-1961  | Bernardus Alfrink          |                                      |                                      |
| 1961-1969  | Bernardus Alfrink          | Theo Hendriksen                      | Theo Hendriksen                      |
| 1969-1976  | Bernardus Alfrink          |                                      |                                      |
| 1976-1982  | Johannes Willebrands       |                                      |                                      |
| 1982-1983  | Johannes Willebrands       | Johannes Antonius de Kok             | Johannes Bernardus Niënhaus          |
| 1983-1999  | Adrianus Simonis           | Johannes Antonius de Kok             | Johannes Bernardus Niënhaus          |
| 1999-2001  | Adrianus Simonis           | Johannes Antonius de Kok             |                                      |
| 2001-2005  | Adrianus Simonis           | Johannes Antonius de Kok             | Gerard de Korte                      |
| 2005-2007  | Adrianus Simonis           |                                      | Gerard de Korte                      |
| 2007-2008  | sedisvacatie               |                                      | Gerard de Korte                      |
| 2008-2010  | Wim Eijk                   |                                      |                                      |
| 2010-heden | Wim Eijk                   | Ted Hoogenboom                       | Herman Woorts                        |

Op de begraafplaats Sint Barbara bevinden zich de laatste rustplaatsen van de kardinalen Jan de Jong, Bernard Alfrink, Jo Willebrands en Ad Simonis, aartsbisschoppen van Utrecht.
De metropolitane kathedraal van het aartsbisdom Utrecht was tot 1580 de Dom van Utrecht die toegewijd was aan Sint-Martinus. Sinds 1853 (herstel van de bisschoppelijke hiërarchie) is het de Sint-Catharinakathedraal aan de Lange Nieuwstraat te Utrecht. Sinds 1945 is de aartsbisschop van Utrecht steeds ook tot kardinaal benoemd.

## Geschiedenis
De eerste bisschop van Utrecht was, naar men algemeen aanneemt, Willibrord. Hij was dit vanaf 695. Willibrord was toen reeds aartsbisschop van de Friezen.
Een belangrijke bron voor de vroege geschiedenis van het bisdom is de brief die Bonifatius in 753 aan paus Stephanus II stuurde.
Bonifatius was op dat moment bisschop van Mainz. In de brief schrijft hij dat Willibrord door paus Sergius I tot bisschop te Utrecht was benoemd om de heidense Friezen te bekeren. Willibrord had de heidense heiligdommen verwoest en het grootste deel der Friezen bekeerd. Ook had hij in het voormalige castellum Traiectum (Utrecht) de Sint-Salvatorkerk gesticht en een oud, door de heidenen verwoest kerkje herbouwd en het aan Sint-Maarten gewijd (thans de Dom van Utrecht). Willibrord had aan het eind van zijn leven een koorbisschop aangesteld om in zijn naam het bisdom te leiden. Na Willibrords overlijden had Karloman (hofmeier van het Merovingische rijk tussen 741-747), aan Bonifatius opgedragen in Utrecht een bisschop aan te stellen, wat hij had gedaan. In 753 was de bisschopszetel van Utrecht echter een twistappel tussen Bonifatius en de bisschop van Keulen geworden. In zijn brief legt Bonifatius uit dat Keulen Utrecht namelijk als suffragaanbisdom van Keulen beschouwde op grond van een schenking door koning Dagobert. Keulen zou het castellum met het eerder genoemde kerkje in eigendom hebben gekregen, mits het de Friezen zou kerstenen. Bonifatius betoogde echter dat Keulen niets aan deze missionering had gedaan en de schenking dus vervallen was.
Bonifatius toog vervolgens zelf naar de Friese Oostergouw om daar de bekering voort te zetten en kwam daarbij in 754 met zijn gevolg om het leven.

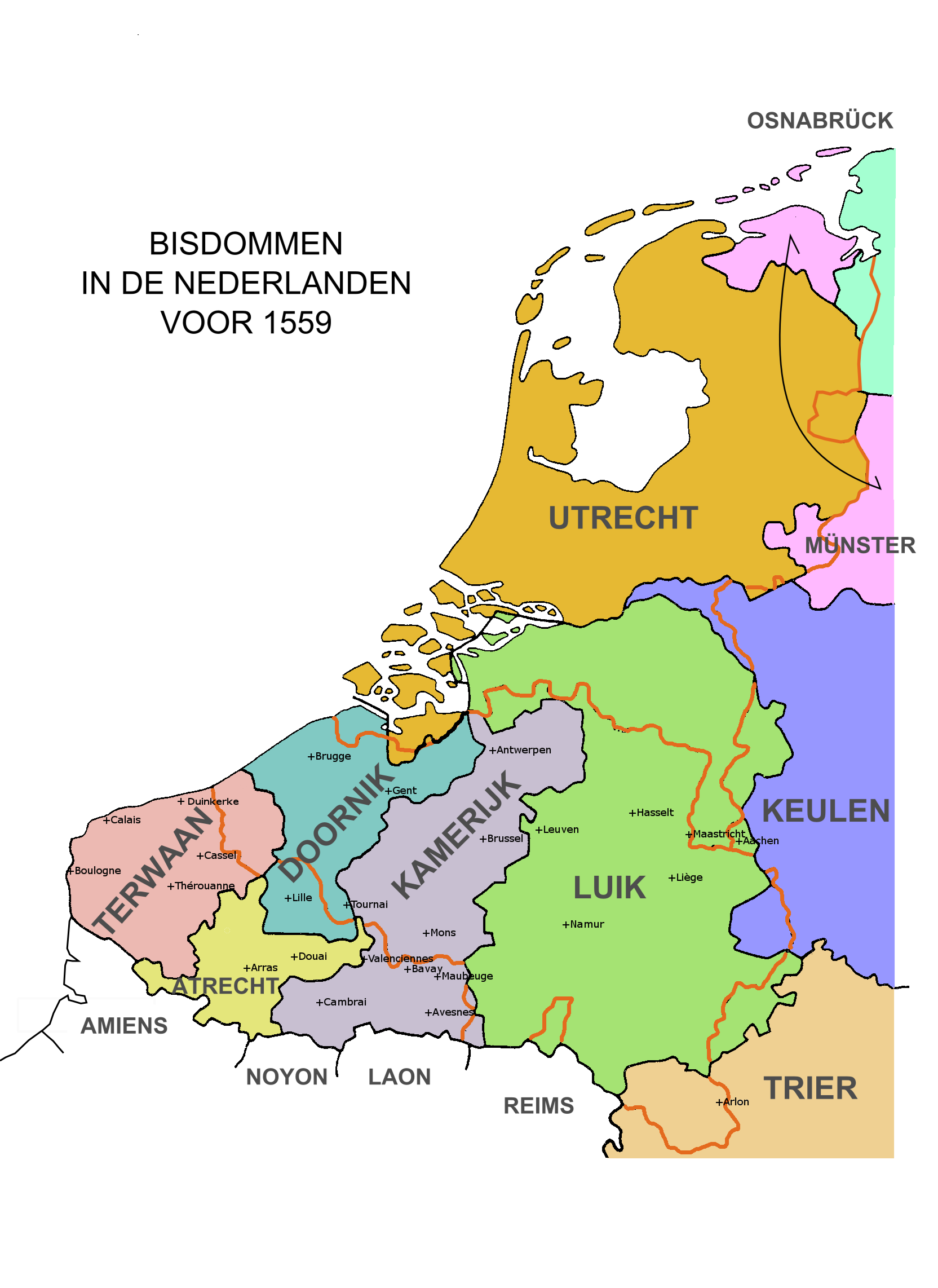
Bisdommen in de Nederlanden voor 1559

Karel de Grote reorganiseerde begin 9e eeuw de kerkelijke indeling van zijn rijk. Tussen deze tijd en 1559 behoorde zowat heel Nederland boven de grote rivieren (ten oosten van Heerewaarden boven de Waal en westelijk vanaf Heerewaarden boven de Maas) en Zeeland tot dit bisdom, uitgezonderd het grootste deel van Groningen, een klein stukje Friesland en oostelijk Gelderland die tot het bisdom Münster behoorden. Een klein deel van het bisdom lag in het huidige Duitsland: de Niedergrafschaft Bentheim dat deel uitmaakte van het dekenaat Twente en een deel van het dekenaat Emmerik, waarin onder andere de plaatsen Emmerik, Elten en Griethausen.
Het bisdom zelf was ingedeeld bij het aartsbisdom Keulen. Utrecht was in die tijd ook een prinsbisdom, dat wil zeggen dat de prins-bisschop ook heerlijke rechten had en dus ook wereldlijke macht. Deze oefende hij uit over Nedersticht en het Oversticht.
Na de herindeling van de bisdommen in 1559 onder Filips II, onder invloed van de politieke situatie (zie Bourgondische Kreits), werd Utrecht verheven tot aartsbisdom. Het gebied dat voortaan tot het aartsbisdom behoorde viel grosso modo samen met Utrecht, Zuid-Holland en een deel van Gelre. Nieuwe suffragaanbisdommen uit het voormalige terrein van het bisdom Utrecht waren Deventer, Haarlem, Leeuwarden, Groningen en Middelburg.
Deze situatie duurde tot 1580, toen de uitoefening van het katholicisme in de stad Utrecht verboden werd. Het aartsbisdom Utrecht hield daarmee de facto op te bestaan, al benoemde Filips II nog tweemaal een nieuwe aartsbisschop. Utrecht en Nederland zou bijna drie eeuwen geen bisschoppen meer hebben. Het openlijk beleven van het katholiek geloof was min of meer verboden. De Republiek gold als een missiegebied, waar een apostolisch vicaris in partibus infidelium het bestuur voerde. In april 1723 vond het oudkatholieke schisma plaats.

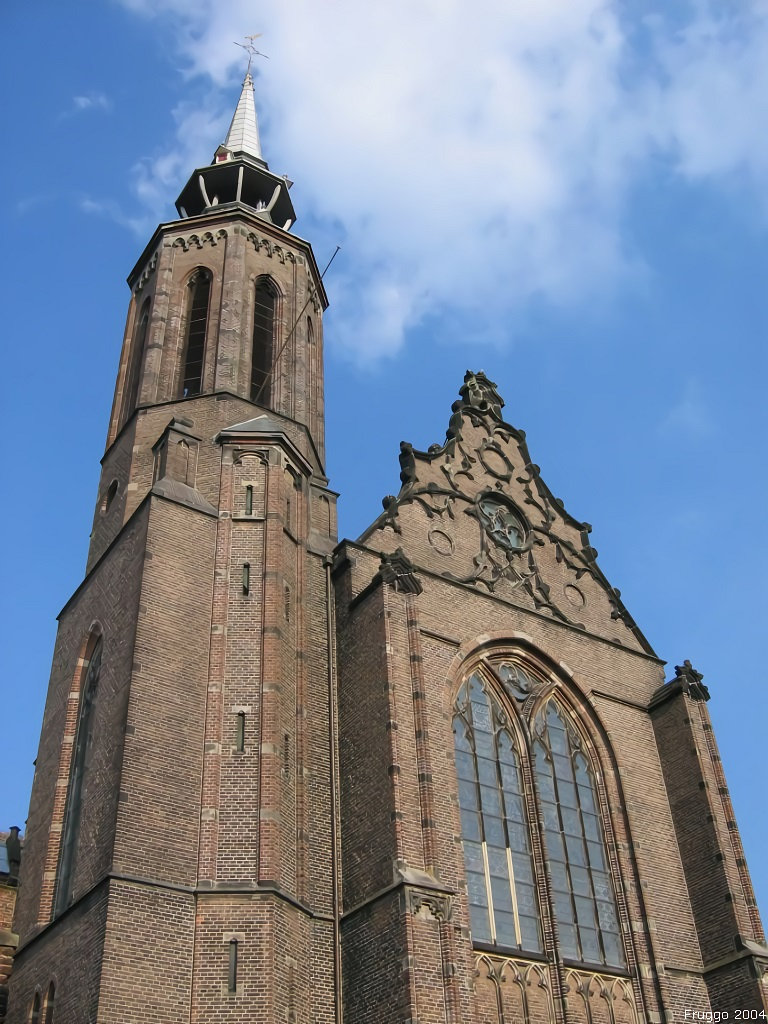
De Sint-Catharinakathedraal in Utrecht

### Periode na het herstel van de bisschoppelijke hiërarchie (1853)
De grondwet van 1848 maakte het weer mogelijk om het katholiek geloof in vrijheid te belijden en stond de heroprichting van bisdommen toe. Het aartsbisdom Utrecht werd door paus Pius IX hersteld in 1853 bij de herinvoering van de katholieke hiërarchie. Het jurisdictiegebied omvat Gelderland boven de Waal, Utrecht, een deel van Flevoland, Overijssel. Tot 1956 behoorde ook het gebied van het huidige bisdom Groningen-Leeuwarden tot het aartsbisdom.
Van 1859 tot 1901 werd de Sint-Catharinakathedraal door het atelier van Mengelberg in neogotische stijl versierd en in 1900 werd het schip met één travee naar het westen toe verlengd. De nieuwe westpartij kreeg bovendien een 53 meter hoge toren. Van 1955 tot 1965 werd de kathedraal gerestaureerd en werden de meeste neogotische elementen terug verwijderd. De waardering voor de neogotiek is sindsdien terug gegroeid zodat in 2003 de veertien kruiswegstaties van Mengelberg uit 1898 terug in de kerk werden geplaatst.

### Periode na het Tweede Vaticaans Concilie (1962-1965)
Voor de priesteropleiding van het aartsbisdom richtte kardinaal Willebrands in 1979 het Ariënskonvikt op. E.H. Rentinck werd er de eerste rector van. Dit seminarie moest in augustus 2010 gesloten worden. Sindsdien stuurt het aartsbisdom haar priesterkandidaten naar andere seminaries voor de opleiding.
In 2002 werd in het aartsbisdom gebruikgemaakt van de opheffing van het processieverbod, toen in Utrecht op initiatief van pastoor N.M. Schnell de jaarlijkse Willibrordprocessie werd gestart waarin een reliekschrijn van St. Willibrord wordt meegedragen.
In oktober 2008 herstelde het aartsbisdom de banden met de Sint-Willibrordkerk in Utrecht en werd deze kerk aangewezen als rectoraatskerk onder auspiciën van de Nederlandse Vereniging voor Latijnse Liturgie.
Op 7 december 2009 maakte het Vaticaan de benoeming bekend van twee nieuwe hulpbisschoppen voor het aartsbisdom Utrecht: Ted Hoogenboom en Herman Woorts.

#### Reorganisatie dekenaten en parochies
Net zoals in de andere (noordelijke) bisdommen heeft het aartsbisdom verscheidene keren een reorganisatie doorgevoerd als gevolg van het teruglopende aantal kerkleden en een priestertekort. In 1993-1995 werd in het Aartsbisdom Utrecht onder leiding van kardinaal Simonis een reorganisatie afgerond waarbij het aantal dekenaten werd teruggebracht van 23 tot 9. In 2005 werd het Aartsbisdom Utrecht opgedeeld in vijf dekenaten: dekenaat Arnhem, dekenaat Gelderland-Oost, dekenaat IJssellanden, dekenaat Twente en dekenaat Utrecht. Vanwege de slechte financiële situatie werd in mei 2008 besloten om met ingang van 2009 ook deze laatste 5 dekenaten op te heffen.
Ook het aantal parochies is afgenomen. Volgens eerdere voorspellingen van het KASKI zou bijna de helft van aantal nog bestaande parochies gesloten moeten worden over een periode van tien jaar. Bij de benoeming van aartsbisschop Eijk in januari 2008 bleek dat de slechte financiële situatie van het aartsbisdom het noodzakelijk maakte om de 316 parochies in het aartsbisdom op te laten gaan in 45 parochieverbanden in een periode van vijf jaar. Bij deze reorganisatie bleken sommige parochies, zoals deze van Beesd, Gellicum/Rhenoy en Rumpt, niet te willen fuseren met de parochies die in het plan van het aartsbisdom waren voorzien.
Op 14 september 2018 maakte kardinaal Wim Eijk bekend dat er over tien jaar nog maar 10 à 15 parochies van het aartsbisdom over zijn waar eucharistievieringen gehouden worden.

#### Erkenning misbruik door hulpbisschop Niënhaus
Op 25 april 2014 werd bekend dat de klachtencommissie van het Meldpunt misbruik RKK in 2012 vier klachten over seksueel misbruik, in de periode van midden jaren vijftig tot begin jaren zeventig, tegen hulpbisschop Jan Niënhaus (1929 – 2000) gegrond achtte. Het aartsbisdom had dit niet bekendgemaakt, maar verwees in een latere verklaring naar de noodzaak in dit soort zaken vertrouwelijkheid te bewaren.

#### Indeling Oostelijk Flevoland
De parochies in de gemeenten Lelystad en Dronten waren sinds hun oprichting officieel ingedeeld in een apostolische administratie. Eerst bij decreet van 30 november 2024 van de dicasterie voor de Bisschoppen is het gebied van Oostelijk Flevoland definitief ingedeeld bij het aartsbisdom.

## Heiligen en gedenkdagen in het aartsbisdom
- H. Swietbert  (1 maart, vrije gedachtenis)
- H. Ludger van Münster (26 maart, vrije gedachtenis)
- H. Jozefmaria Escrivá (26 juni, vrije gedachtenis)
- H. Willibrordus, bisschop (7 november, feest)
- HH. Bisschoppen van Utrecht (8 november, vrije gedachtenis)
- H. Radboud (29 november, vrije gedachtenis)